# 正光曆
《正光曆》、《壬子元曆》是南北朝北魏后期历法。魏宣武帝以为《玄始曆》有疏漏，命造新曆法。
延昌四年（515年）冬集议新曆，立表实测日影，神龟元年（518年）著作郎崔光总合屯骑校尉张洪、故太史令张明豫、校书郎李业兴、驸马都尉卢道虔、前太极采材军主卫洪显、殄寇将军太史令胡荣、雍州沙门统道融、司州河南人樊仲遵、定州钜鹿人张僧豫等九家之新曆，为一曆。以張龍祥、李業興為主。以壬子为元，应魏之水德，号《神龟曆》。魏孝明帝改元正光，于正光三年（522年）施行。興和二年被《興和曆》取代。

## 文內注釋
1. 1 2  s:魏書/卷107下
2. ↑  s:魏書/卷107上